# Königspapyrus Turin
Der Königspapyrus Turin, auch Turiner Königsliste genannt, ist eine vermutlich aus der Zeit Pharaos Ramses II. stammende altägyptische Königsliste in hieratischer Schrift, die die Namen der ägyptischen Könige (Pharaonen) und deren Regierungsjahre nennt. Die Papyrusfragmente stellen die umfangreichste Liste der ägyptischen Pharaonen dar und bilden die Grundlage der meisten Chronologien für die Zeit vor der Herrschaft Ramses II. Sie werden im Museo delle antichità egizie in Turin gezeigt.

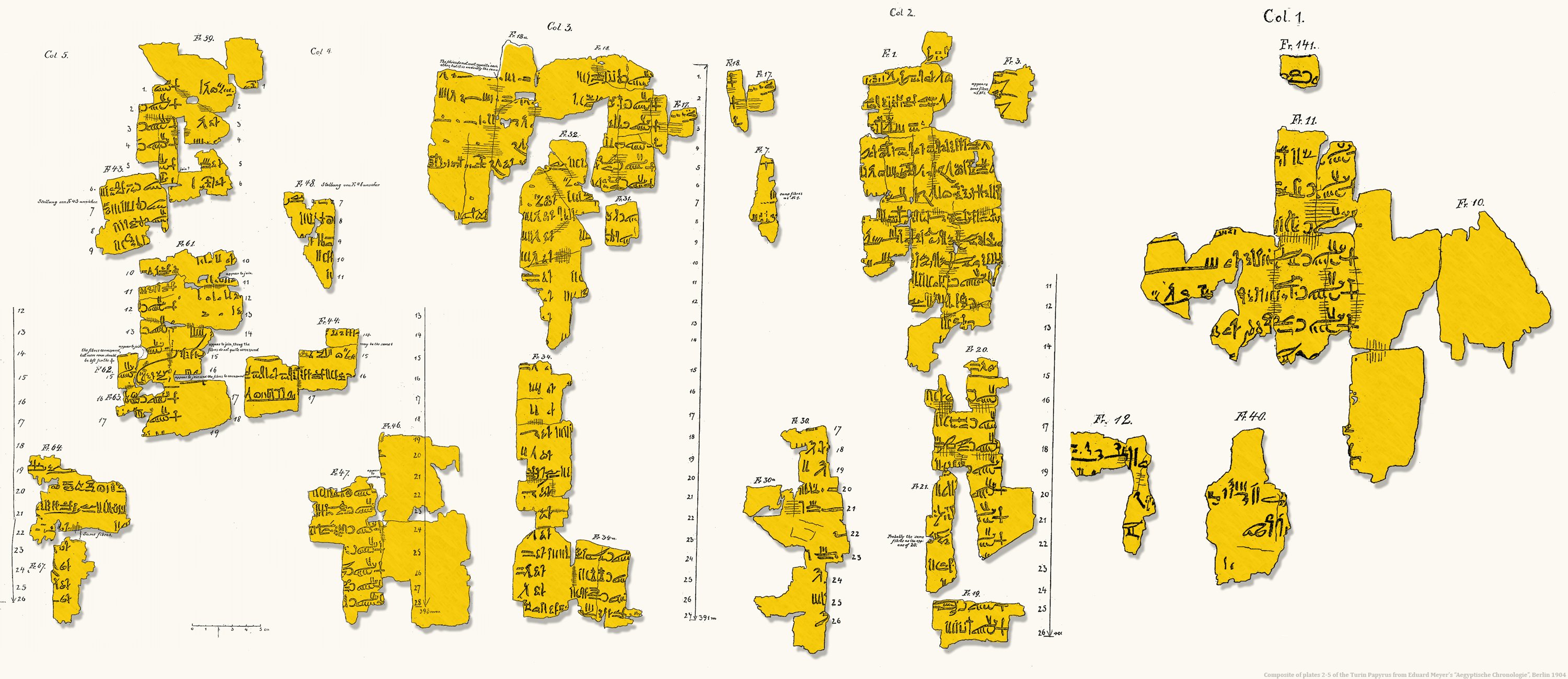
Zeichnung der Turiner Königsliste

## Entstehung
Der Königspapyrus entstand zur Zeit Ramses II. und war bereits bei Erstellung in hieratischen Schriftzeichen nachlässig auf die Rückseite einer nicht mehr benötigten Abgabenliste geschrieben.

## Entdeckung

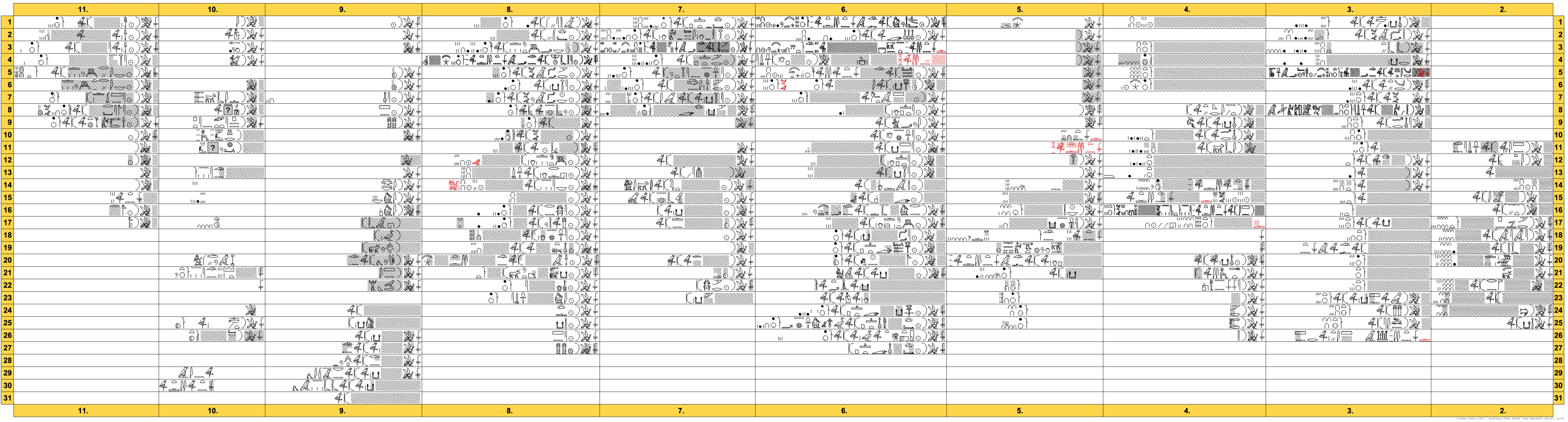
In Hieroglyphen übertragene Darstellung der Turiner Königsliste

Der Papyrus wurde um 1820 in Luxor gefunden und von Bernardino Drovetti nach Europa gebracht. 1824 wurde er vom Ägyptischen Museum in Turin erworben. Beim Auspacken der Kiste, in der er nach Italien transportiert worden war, stellte sich heraus, dass er in kleinste Bruchstücke zerfallen war. Eine Rekonstruktion erschien völlig aussichtslos.
Jean-François Champollion, der die Kiste auspackte, bemerkte, dass sich darunter einige Fragmente mit Königsnamen befanden, das einzige, das er zu dieser Zeit entziffern konnte. Von diesen großen Fragmenten fertigte er eine Zeichnung an.
Kurz nach Champollions Abreise aus Turin besuchte der sächsische Altertumsforscher Gustav Seyffarth das Museum. Er durchsuchte die Kiste erneut und konnte alle heute bekannten Fragmente, die teilweise nur 1 cm mal 1 cm groß sind, identifizieren. Er fertigte eine vollständige Rekonstruktion des Papyrus an, die heute noch in dieser Anordnung im Museum zu sehen ist. Seyffarths einzige Anhaltspunkte beim Zusammensetzen waren die Papyrusfasern, da er die hieratischen Schriftzeichen noch nicht entziffern konnte.

## Aufbau und Inhalt
Der Königspapyrus ist in mehrere Kolumnen (Spalten) eingeteilt und nennt die Namen und Regierungsjahre der altägyptischen Könige.

### Erste Kolumne
Die erste Kolumne führt die Götterdynastien auf, die über Ägypten regiert haben sollen, und an deren Spitze der Gott Ptah steht. Der erste Teil der Kolumne und damit der Anfang des Textes fehlt allerdings fast gänzlich.

### Zweite Kolumne
In der zweiten Kolumne berichtet der Text von zunächst 30 thinitischen Herrschern (Regenten des Gau „ältestes Land“ (Ta-wer, gr. Thinites) mit der Hauptstadt Thinis/Abydos), dann von 10 memphitischen Herrschern (Regenten des Gaues „Weiße Mauer“ (Inbu-hedj), Hauptstadt: antik Men-nefer, eventuell Hut-Ka-Ptah; gr. Memphis). Sie alle sollen über mehrere hundert Jahre lang teilweise mit Gewalt versucht haben, die Kontrolle über das Reich zu erlangen.
- Kolumne 2: 11–25 (Meni bis Seneferka)

### Dritte Kolumne
Erst im dritten Teil der Kolumne beginnt die eigentliche Liste der Könige. Dabei werden sogar besondere Heldentaten und Stiftungen der jeweiligen Herrscher erwähnt. Abschließend wird die Regierungsdauer genannt sowie das Lebensalter der Herrscher zum Zeitpunkt ihrer Abdankung oder ihres Todes.
- Kolumne 3: 1–25 (Neferkasokar bis Unas)
- Kolumne 4: stark zerstört, meist Herrscher der Ersten Zwischenzeit
- Kolumne 5: stark zerstört, 12–17 (11. Dynastie), 20–25 (12. Dynastie)
- Kolumne 6: 1–2 (Ende 12. Dynastie), 5–27 (13. Dynastie)
- Kolumne 7: 1–23 (Ende 13. Dynastie?)
- Kolumne 8: 1–27 (14. Dynastie)
- Kolumne 9: 1–30 (14. Dynastie)
- Kolumne 10: 1–30 (14. und 15. Dynastie)
- Kolumne 11: 1–? (16. und 17. Dynastie)

Besondere Bedeutung wird der Tatsache beigemessen, dass auch die Herrscher der Zweiten Zwischenzeit genannt werden, wobei allerdings den Namen der Fremdherrscher nicht die königliche Titulatur voransteht, sondern ein besonderes Zeichen für „Ausländischer Herrscher“ beziehungsweise „Großer Fremder“.

## Vergleiche
Vergleiche mit anderen Königslisten erbrachten eine große Ähnlichkeit mit der griechischen Liste des Manetho von Sebennytos. Die hieroglyphischen Listen von Sakkara, Abydos oder Karnak enthalten eine viel kürzere Reihe von Königen.

## Rekonstruktion
Spätere Arbeiten an den Fragmenten durch den Münchener Ägyptologen Franz Joseph Lauth bestätigten weitgehend die Seyffarthsche Rekonstruktion, wobei die ursprüngliche Anordnung von XII auf X Spalten verringert wurde. Dabei besteht noch immer das Problem, dass etwa 50 % der rekonstruierten Fläche frei bleibt. Entweder sind diese Fragmente für immer verloren, oder die vorhandenen Fragmente müssen weiter zusammengeschoben werden, wodurch eine Angleichung an die hieroglyphischen Listen möglich wäre. Die Behauptung Seyffarths, Champollion habe einen großen Teil der Fragmente in die „Kloake“ gekippt, lässt sich nicht überprüfen und stammt wahrscheinlich vom damaligen Museumsdirektor, der Champollion nicht mochte.